# Geesthacht-Museum

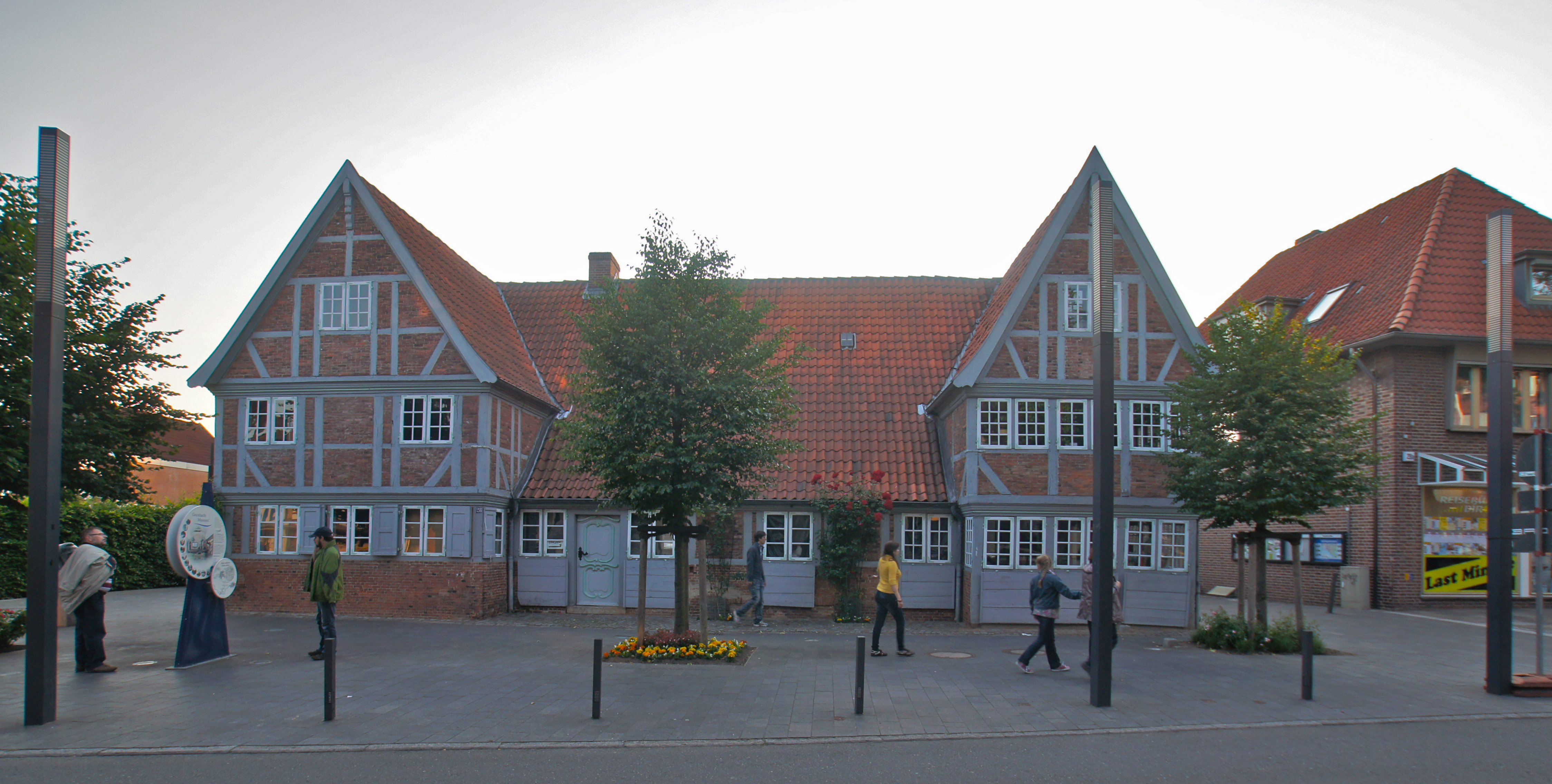
Das Geesthacht-Museum im Jahr 2011

Das Geesthacht-Museum (Eigenschreibweise GeesthachtMuseum!) ist ein Heimatmuseum im Krügerschen Haus in Geesthacht, Kreis Herzogtum Lauenburg. Die Exponate beschäftigen sich mit der Siedlungsgeschichte und Wirtschaftsgeschichte der Stadt, ferner finden Kunstausstellungen statt.
Zu den inhaltlichen Schwerpunkten zählen Funde aus der Bronzezeit (Grünhof), Pulverfabrik Düneberg, altes Zentrum (Brand und Wiederaufbau), Dynamitfabrik Krümmel und Luftkurort Tesperhude. Das Krügersche Haus ist das älteste noch erhaltene Fachwerkhaus in Geesthacht.